# Monaco az Eurovíziós Dalfesztiválokon
Monaco eddig huszonnégy alkalommal vett részt az Eurovíziós Dalfesztiválon, utoljára 2006-ban.
A monacói műsorsugárzó a Télé Monte Carlo, amely 1950-ben alapító tagja volt az Európai Műsorsugárzók Uniójának, és 1959-ben csatlakozott a versenyhez.

## Története

### Évről évre
Monaco 1959-ben vett részt először a versenyen. Első versenyzőjük Jacques Pills volt Mon ami Pierrot című dalával, ami összesen egy pontot gyűjtött össze. Annak ellenére, hogy a debütáláson az utolsó helyen végeztek, később sokkal sikeresebbek voltak, és szinte minden alkalommal az első tízben végeztek. 
1960-ban már jobb eredményt értek el, harmadikak lettek. A következő évben tizedikek lettek. 1962-ben mindössze 13 ponttal maradtak le a győztes Franciaország után. 1963-ban ötödikek, 1964-ben ismét harmadikak, 1965-ben pedig kilencedikek lettek. Legrosszabb eredményüket 1966-ban szerezték, amikor nulla ponttal utolsók lettek. A következő évben ötödikek, utána hetedikek majd hatodikak lettek.
1970-ben holtversenyben nyolcadikként végeztek Belgiummal és Olaszországgal. 1971-ben aratták első, és eddigi egyetlen győzelmüket. Séverine Un banc, un arbre, une rue című dala 128 pontot összegyűjtve megnyerte a versenyt. A dal a tizennyolc fős mezőnyből hat országtól gyűjtötte be a maximális 10 pontot. A következő évi verseny megrendezését nem vállalták, így Monaco az egyetlen ország, amely meg tudta nyerni a versenyt, de sosem volt házigazda. Győzelmük után újra rossz eredményt értek el, tizenhatodikak lettek a tizennyolc fős mezőnyben. 1973-ban nyolcadikak, 1974-ben negyedikek lettek. 1975-ben ismét nem jutottak a legjobb tíz közé, tizenharmadikkét zárták a versenyt, viszont a kövezetkő évben újra bronzérmesek lettek. 1977-ben és 1978-ban negyedik helyen végeztek, 1979-ben tizenhatodikak lettek. 
A TMC 1980-ban visszalépett a versenytől, és csak huszonöt év múlva, 2004-ben, az elődöntők bevezetésekor nevezett be ismét. Ekkor három sikertelen elődöntős szereplés után a visszalépés mellett döntöttek. 2023-ban tizenhét kihagyott év után visszatértek volna a versenyre, mivel a 2022-es monacói állami költségvetés tartalmazta a hercegség szereplésének költségét a 2023-as versenyre.

### Nyelvhasználat
Monaco huszonnégy dalának mindegyike francia nyelvű volt. Csak a legutolsó, 2006-os daluk nem volt teljes egészében francia, az néhány tahiti nyelvű részt is tartalmazott.
A dalverseny első éveiben nem vonatkozott semmilyen szabályozás a nyelvhasználatra. 1966-tól az EBU bevezette azt a szabályt, hogy mindegyik dalt az adott ország egyik hivatalos nyelvén kell előadni, vagyis Monaco indulóinak francia nyelven. Ezt a szabályt 1973 és 1976 között rövid időre eltörölték, majd 1999-ben véglegesen, de ők egyszer sem éltek a szabad nyelvhasználat lehetőségével, minden alkalommal saját nyelvű dallal neveztek.

### Nemzeti döntő
Kis ország révén gyakran külföldiek képviselték a hercegséget, főleg franciák. A Télé Monte Carlo kivétel nélkül minden alkalommal nemzeti döntő nélkül, belső kiválasztással jelölte ki indulóját

## Résztvevők
| Év   | Előadó                             | Dal                                  | Magyar fordítás                | Döntő                   | Pontszám                | Elődöntő          | Pontszám          |
| ---- | ---------------------------------- | ------------------------------------ | ------------------------------ | ----------------------- | ----------------------- | ----------------- | ----------------- |
| 1959 | Jacques Pills                      | Mon ami Pierrot                      | Barátom, Pierrot               | 11.                     | 1                       | Nem volt elődöntő | Nem volt elődöntő |
| 1960 | François Deguelt                   | Ce soir-là                           | Azon az estén                  | 3.                      | 15                      | Nem volt elődöntő | Nem volt elődöntő |
| 1961 | Colette Deréal                     | Allons, allons les enfants           | Gyerünk, gyerünk, gyerekek     | 10.                     | 6                       | Nem volt elődöntő | Nem volt elődöntő |
| 1962 | François Deguelt                   | Dis rien                             | Ne szólj                       | 2.                      | 13                      | Nem volt elődöntő | Nem volt elődöntő |
| 1963 | Françoise Hardy                    | L'amour s'en va                      | Elmúlik a szerelem             | 5.                      | 25                      | Nem volt elődöntő | Nem volt elődöntő |
| 1964 | Romuald                            | Où sont-elles passées                | Hová mentek ők?                | 3.                      | 15                      | Nem volt elődöntő | Nem volt elődöntő |
| 1965 | Marjorie Noël                      | Va dire à l'amour                    | Menj, mondd meg a szerelemnek  | 9.                      | 7                       | Nem volt elődöntő | Nem volt elődöntő |
| 1966 | Tereza Kesovija                    | Bien plus fort                       | Még erősebben                  | 17.                     | 0                       | Nem volt elődöntő | Nem volt elődöntő |
| 1967 | Minouche Barelli                   | Boum-badaboum                        | Bumm-badabumm                  | 5.                      | 10                      | Nem volt elődöntő | Nem volt elődöntő |
| 1968 | Line & Willy                       | À chacun sa chanson                  | Dalát mindenkinek              | 7.                      | 8                       | Nem volt elődöntő | Nem volt elődöntő |
| 1969 | Jean Jacques                       | Maman, Maman                         | Anya, anya                     | 6.                      | 11                      | Nem volt elődöntő | Nem volt elődöntő |
| 1970 | Dominique Dussault                 | Marlène                              | Marléne                        | 8.                      | 5                       | Nem volt elődöntő | Nem volt elődöntő |
| 1971 | Séverine                           | Un banc, un arbre, une rue           | Egy pad, egy fa, egy út        | 1.                      | 128                     | Nem volt elődöntő | Nem volt elődöntő |
| 1972 | Peter MacLane és Anne-Marie Godart | Comme on s'aime                      | Ahogy szeretjük egymást        | 16.                     | 65                      | Nem volt elődöntő | Nem volt elődöntő |
| 1973 | Marie                              | Un train qui part                    | Elinduló vonat                 | 8.                      | 85                      | Nem volt elődöntő | Nem volt elődöntő |
| 1974 | Romuald                            | Celui qui reste et celui qui s'en va | Az, aki marad, és az, aki megy | 4.                      | 14                      | Nem volt elődöntő | Nem volt elődöntő |
| 1975 | Sophie                             | Une chanson c'est une lettre         | A dal egy levél                | 13.                     | 22                      | Nem volt elődöntő | Nem volt elődöntő |
| 1976 | Mary Christy                       | Toi, la musique et moi               | Te, a zene és én               | 3.                      | 93                      | Nem volt elődöntő | Nem volt elődöntő |
| 1977 | Michèle Torr                       | Une petite française                 | Egy francia kislány            | 4.                      | 96                      | Nem volt elődöntő | Nem volt elődöntő |
| 1978 | Caline és Olivier Toussaint        | Les jardins de Monaco                | Monaco kertjei                 | 4.                      | 107                     | Nem volt elődöntő | Nem volt elődöntő |
| 1979 | Laurent Vaguener                   | Notre vie c'est la musique           | A zene az életünk              | 16.                     | 12                      | Nem volt elődöntő | Nem volt elődöntő |
|      |                                    |                                      |                                |                         |                         | Nem volt elődöntő | Nem volt elődöntő |
| 2004 | Maryon                             | Notre planète                        | A mi bolygónk                  | Nem jutott be a döntőbe | Nem jutott be a döntőbe | 19.               | 10                |
| 2005 | Lise Darly                         | Tout de moi                          | Mindenem                       | Nem jutott be a döntőbe | Nem jutott be a döntőbe | 24.               | 22                |
| 2006 | Séverine Ferrer                    | La Coco-Dance                        | A Coco-tánc                    | Nem jutott be a döntőbe | Nem jutott be a döntőbe | 21.               | 14                |
|      |                                    |                                      |                                |                         |                         |                   |                   |

## Szavazástörténet

### 1959–2006
| Hely | Ország                | Pont |
| ---- | --------------------- | ---- |
| 1.   | Ciprus                | 22   |
| 2.   | Dánia                 | 20   |
| 3.   | Hollandia             | 16   |
| 4.   | Bosznia-Hercegovina   | 12   |
| 4.   | Izrael                | 12   |
| 6.   | Finnország            | 12   |
| 7.   | Svédország            | 8    |
| 8.   | Írország              | 7    |
| 8.   | Románia               | 7    |
| 8.   | Szerbia és Montenegró | 7    |

| Hely | Ország        | Pont |
| ---- | ------------- | ---- |
| 1.   | Franciaország | 18   |
| 2.   | Andorra       | 17   |
| 3.   | Ciprus        | 4    |
| 4.   | Albánia       | 2    |
| 4.   | Észtország    | 2    |
| 4.   | Moldova       | 2    |
| 7.   | Lengyelország | 1    |

Monaco még sosem adott pontot az elődöntőben a következő országoknak: Andorra, Ausztria, Bulgária, Egyesült Királyság, Lengyelország, Magyarország, Málta, Moldova, Németország, Norvégia, Oroszország, Örményország,Spanyolország, Törökország
Monaco még sosem kapott pontot az elődöntőben a következő országoktól: Ausztria, Belgium, Bosznia-Hercegovina, Bulgária, Dánia, Egyesült Királyság, Észak-Macedónia, Fehéroroszország, Finnország, Görögország, Hollandia, Horvátország, Izland, Írország, Izrael, Lettország, Litvánia, Magyarország, Málta, Németország, Norvégia, Oroszország, Örményország, Portugália, Románia, Szerbia és Montenegró, Szlovénia, Spanyolország, Svájc, Svédország, Törökország, Ukrajna
| Hely | Ország             | Pont |
| ---- | ------------------ | ---- |
| 1.   | Franciaország      | 96   |
| 2.   | Egyesült Királyság | 88   |
| 3.   | Németország        | 60   |
| 4.   | Spanyolország      | 57   |
| 5.   | Olaszország        | 55   |
| 6.   | Svájc              | 52   |
| 7.   | Írország           | 44   |
| 8.   | Luxemburg          | 43   |
| 9.   | Izrael             | 38   |
| 10.  | Belgium            | 37   |

| Hely | Ország             | Pont |
| ---- | ------------------ | ---- |
| 1.   | Olaszország        | 56   |
| 2.   | Németország        | 56   |
| 3.   | Egyesült Királyság | 55   |
| 4.   | Svédország         | 47   |
| 5.   | Hollandia          | 47   |
| 6.   | Luxemburg          | 43   |
| 7.   | Franciaország      | 42   |
| 8.   | Finnország         | 41   |
| 9.   | Belgium            | 40   |
| 10.  | Spanyolország      | 39   |

Monaco még sosem adott pontot a döntőben a következő országoknak: Albánia, Lengyelország, Magyarország, Moldova, Oroszország és Örményország
Monaco mindegyik országtól kapott legalább egy pontot a döntőkben

## Rendezések
Az 1971-es Eurovíziós Dalfesztivál Monaco győzelmével zárult, ám egyedül nem tudták megrendezni a versenyt. Először a francia TV-t kérték fel a segítségre, akik szívesen megrendezték volna a versenyt, de csak úgy, ha Franciaországban tartják, és nem az eredetileg tervezett Monte-Carlói Operaházban. A monacói tévétársaság ezt nem fogadta el, és végül pénzügyi okokra hivatkozva lemondott a rendezésről, és ezután a BBC-t kérték fel.

## Háttér
| Év        | Rendező    | Kommentátor                                      | Pontbejelentő                                    |
| --------- | ---------- | ------------------------------------------------ | ------------------------------------------------ |
| 1959      | Cannes     | Claude Darget                                    | N/A                                              |
| 1960      | London     | Pierre Tchernia                                  | N/A                                              |
| 1961      | Cannes     | Robert Beauvais                                  | N/A                                              |
| 1962      | Luxembourg | Pierre Tchernia                                  | N/A                                              |
| 1963      | London     | Pierre Tchernia                                  | N/A                                              |
| 1964      | Koppenhága | Robert Beauvais                                  | N/A                                              |
| 1965      | Nápoly     | Pierre Tchernia                                  | N/A                                              |
| 1966      | Luxembourg | François Deguelt                                 | N/A                                              |
| 1967      | Bécs       | Pierre Tchernia                                  | N/A                                              |
| 1968      | London     | Pierre Tchernia                                  | N/A                                              |
| 1969      | Madrid     | Pierre Tchernia                                  | N/A                                              |
| 1970      | Amszterdam | Pierre Tchernia                                  | N/A                                              |
| 1971      | Dublin     | Georges de Caunes                                | nem volt                                         |
| 1972      | Edinburgh  | José Sacré                                       | nem volt                                         |
| 1973      | Luxembourg | Hélène Vida                                      | nem volt                                         |
| 1974      | Brighton   | Carole Chabrier                                  | Sophie Hecquet                                   |
| 1975      | Stockholm  | José Sacré                                       | Carole Chabrier                                  |
| 1976      | Hága       | Hélène Vida                                      | Carole Chabrier                                  |
| 1977      | London     | Georges de Caunes                                | Carole Chabrier                                  |
| 1978      | Párizs     | José Sacré                                       | Carole Chabrier                                  |
| 1979      | Jeruzsálem | José Sacré                                       | Carole Chabrier                                  |
| 1980–2003 | 1980–2003  | Nem vettek részt és nem közvetítették a versenyt | Nem vettek részt és nem közvetítették a versenyt |
| 2004      | Isztambul  | Bernard Montiel és Génie Godula                  | Anne Allegrini                                   |
| 2005      | Kijev      | Bernard Montiel és Génie Godula                  | Anne Allegrini                                   |
| 2006      | Athén      | Bernard Montiel és Églantine Eméyé               | Églantine Eméyé                                  |
| 2007      | Helsinki   | N/A                                              | Nem vettek részt                                 |
| 2008–2024 | 2008–2024  | Nem vettek részt és nem közvetítették a versenyt | Nem vettek részt és nem közvetítették a versenyt |
| 2025      | Bázel      | N/A                                              | Nem vettek részt                                 |

## Galéria

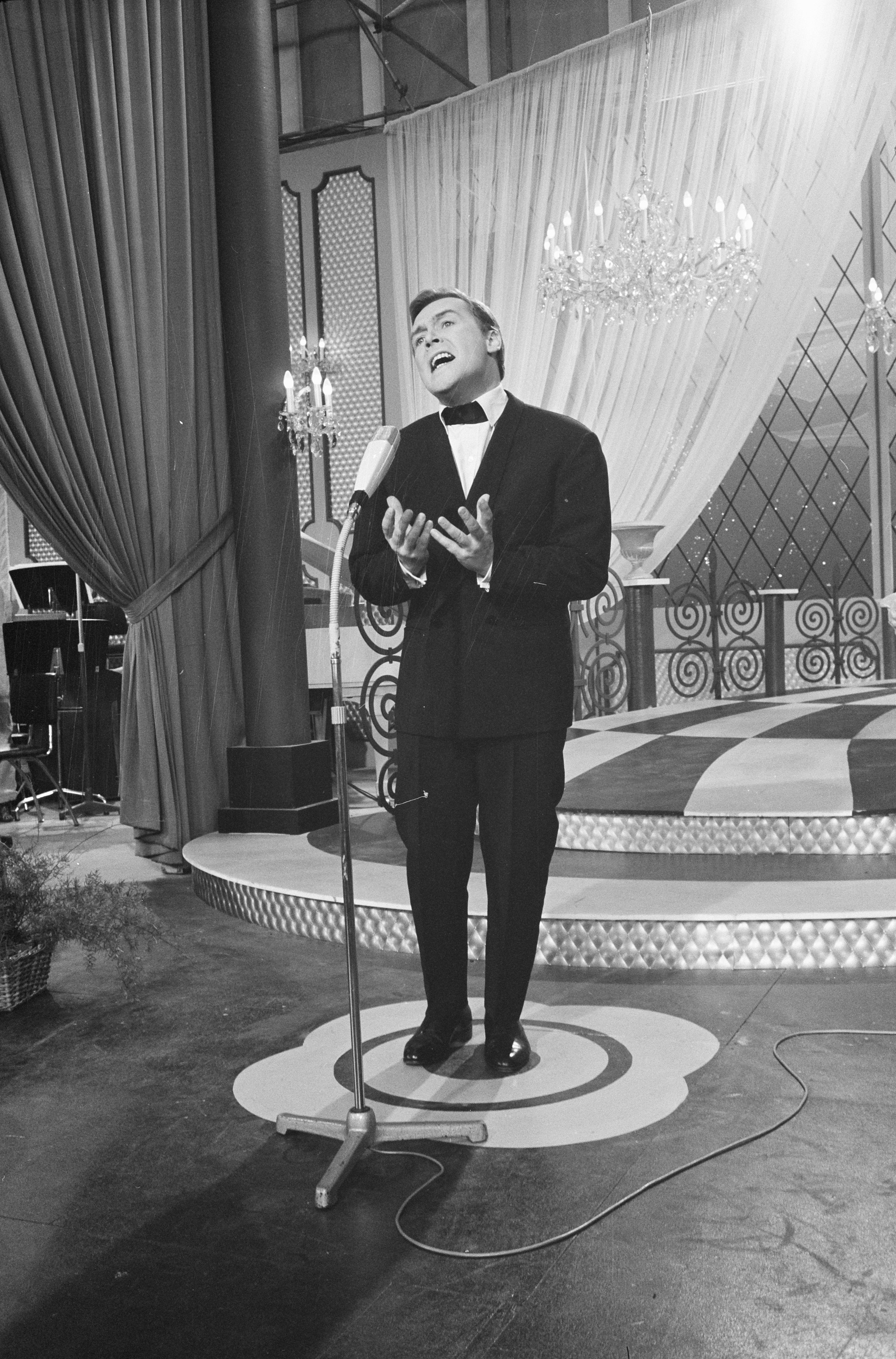
François Deguelt Luxembourgban (1962)
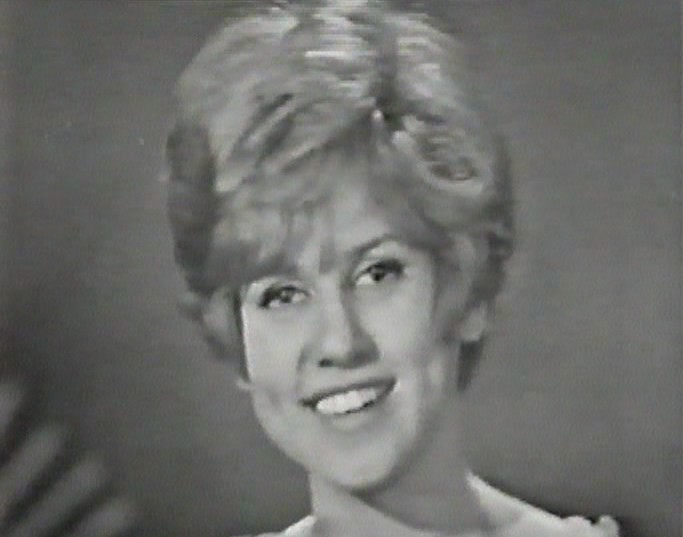
Marjorie Noël Nápolyban (1965)
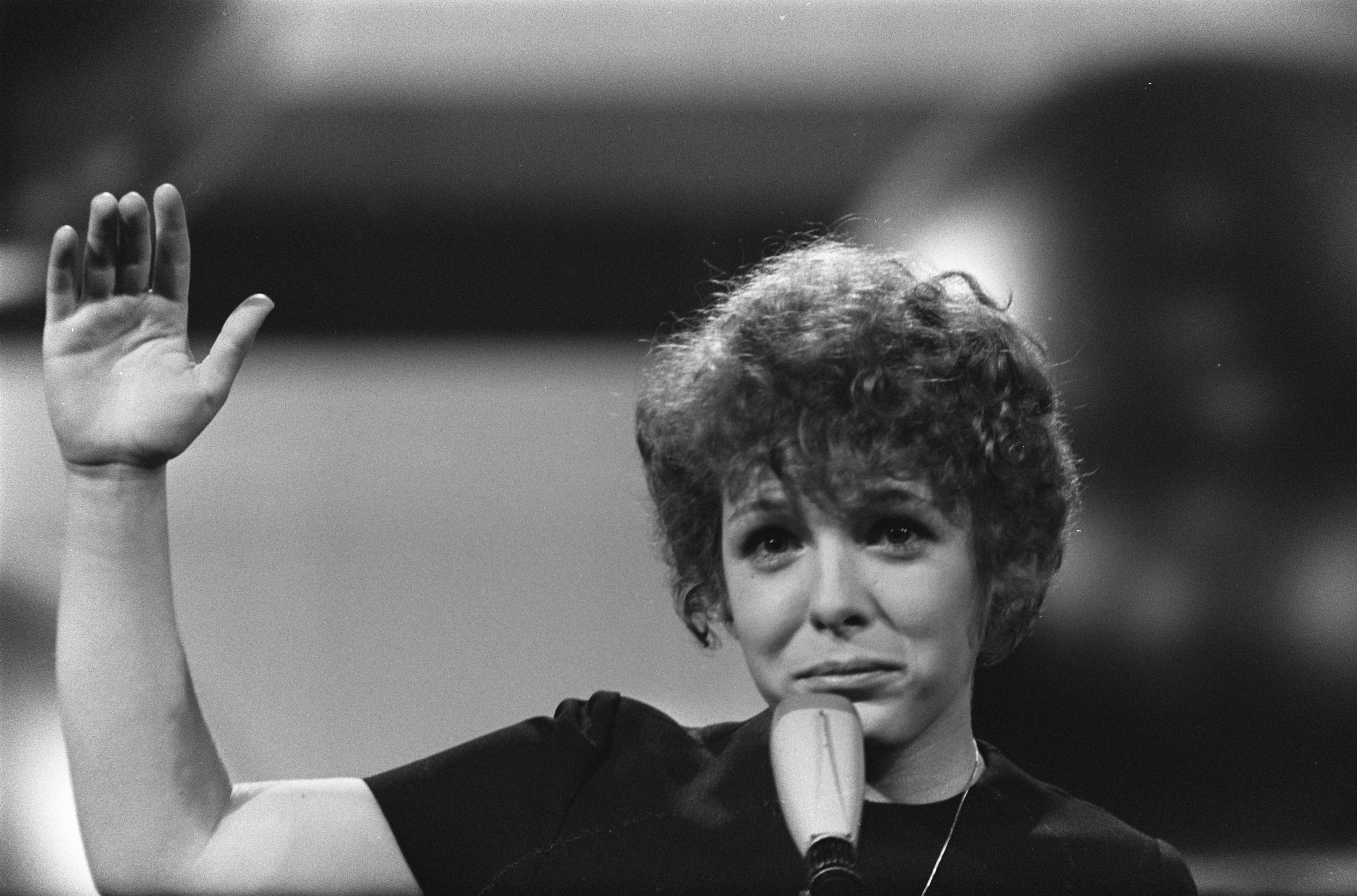
Dominique Dussault Amszterdamban (1970)
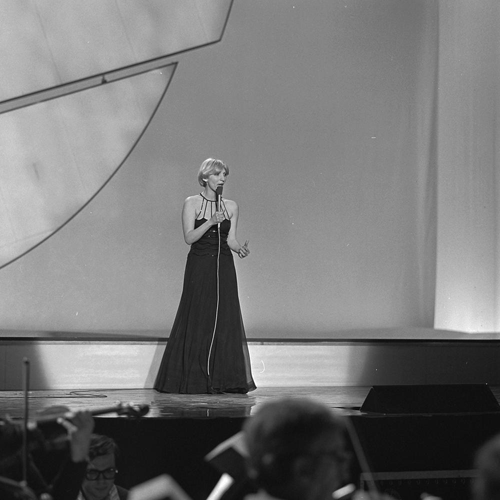
Mary Christy Hágában (1976)
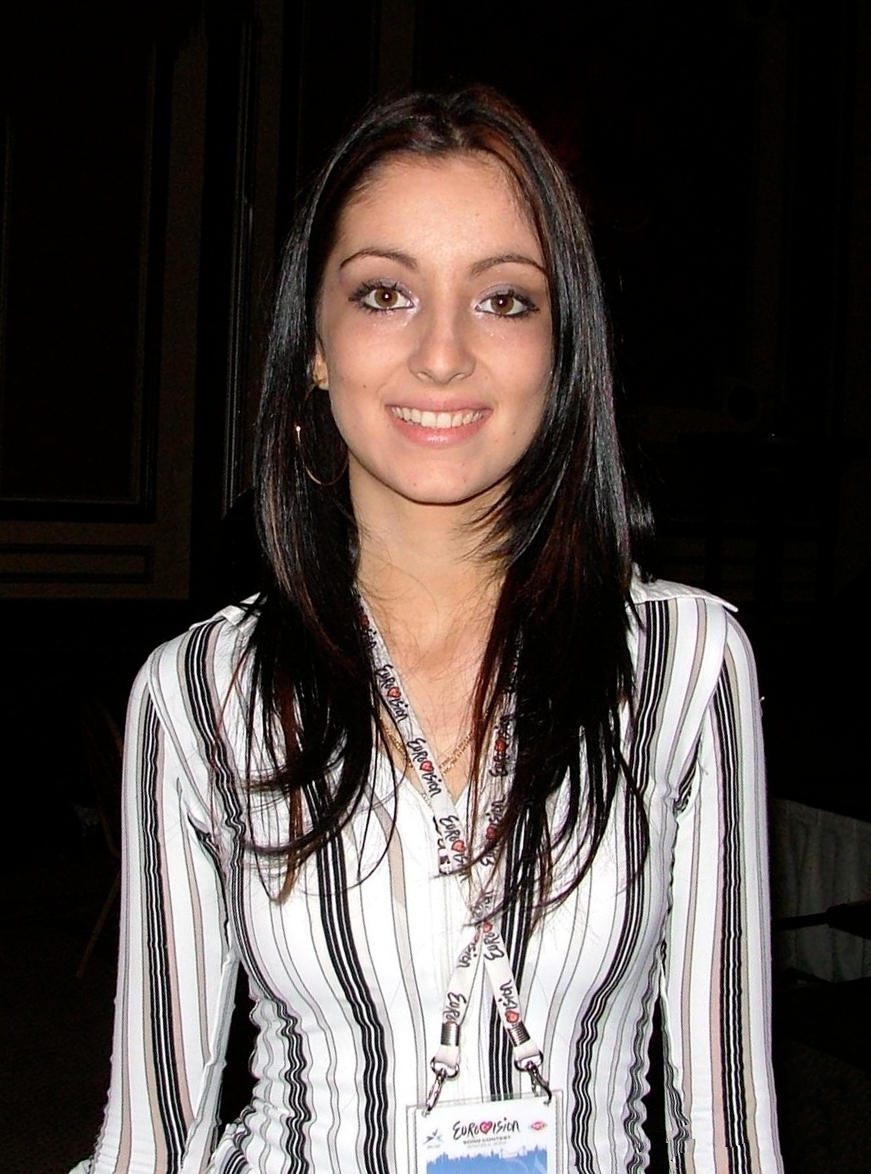
Maryon Gargiulo Isztambulban (2004)